# Bukavu
Bukavu je luka na jezeru Kivu i glavni grad provincije Sud-Kivu u Demokratskoj Republici Kongo. Nalazi se na granici s Ruandom, između 1450 i 1800 metara nadmorske visine.
Grad je 1901. osnovala belgijska kolonijalna vlast i nazvala ga Costermansville (ili Costermansstad na nizozemskom). U kolonijalno su vrijeme brojni Europljani izgradili ljetnikovce na obalama jezera Kivu.
Godine 1994., za vrijeme genocida u Ruandi brojni pripadnici naroda Hutu prebjegli su na ovo područje, što je u narednim godinama dovelo do Prvog i Drugog kongoanskog rata. Grad i okolno područje su i u 21. stoljeću poprište borbi raznih frakcija, a svjetsku pozornost privukao je veliki broj zlostavljanih žena.
U biskupiji Bukavu godinama djeluje Misija školskih sestara franjevki Krista Kralja. Prve misionarke koje su 1974. došle u DR Kongo, tadašnji Zair, bile su časna sestra Erika Dadić i časna sestra Romana Baković.
Nedaleko grada nalazi se Nacionalni park Kahuzi-Biéga s popisa Svjetske baštine.
Prema popisu iz 2004. godine, Bukavu je imao 471.789 stanovnika, čime je bio 6. grad po brojnosti u državi.